# Liste der Straßen und Plätze in Hamburg-Eißendorf

Lage von Eißendorf in Hamburg und im Bezirk Harburg (hellrot)

Die Liste der Straßen und Plätze in Hamburg-Eißendorf ist eine Übersicht der im Hamburger Stadtteil Eißendorf vorhandenen Straßen und Plätze. Sie ist Teil der Liste der Verkehrsflächen in Hamburg.

## Überblick
In Eißendorf (Ortsteilnummer 710) leben 25546 Einwohner (Stand: 31. Dezember 2023) auf 8,3 km². Eißendorf liegt in den Postleitzahlenbereichen 21073, 21075 und 21077.
In Eißendorf gibt es 122 benannte Verkehrsflächen, darunter zwei Plätze. Im Stadtteil finden sich drei Motivgruppen, eine mit Singvögeln, zwei weitere mit Begriffen aus der Ölindustrie und Figuren aus den Werken John Brinckmans. Die beiden letzten Gruppen liegen in unmittelbarer Nachbarschaft, da der Vater John Brinckmans, Max Brinckman, als Mitbegründer der Harburger Oelwerke Brinckman & Mergell hier eine Wohnsiedlung für die Fabrikarbeiter anlegen ließ.
Motivgruppe „Singvögel“: Blaumeisenweg, Goldammerweg, Nachtigallenweg, Singdrosselweg.
Motivgruppe „Werke von John Brinckman“: Peter-Lurenz-Weg, Utkiek, Vagel-Griep-Platz.
Motivgruppe „Ölverarbeitung“: Faßbahn, Kollergang, Ölschlägerweg, Palmweg, Pressenstieg, Sonnenblumenweg, Walstieg. Auch der Fierabendgang (niederdeutsch für Feierabend) gehört in diese Gruppe.

## Übersicht der Straßen
Die nachfolgende Tabelle gibt eine Übersicht über alle benannten Verkehrsflächen – Straßen, Plätze und Brücken – im Stadtteil sowie einige dazugehörige Informationen. Im Einzelnen sind dies:
- Name/Lage: aktuelle Bezeichnung der Straße, des Platzes oder der Brücke. Über den Link (Lage) kann die Straße, der Platz oder die Brücke auf verschiedenen Kartendiensten angezeigt werden. Die Geoposition gibt dabei ungefähr die Mitte an. Bei längeren Straßen, die durch zwei oder mehr Stadtteile führen, kann es daher sein, dass die Koordinate in einem anderen Stadtteil liegt.
- Straßenschlüssel: amtlicher Straßenschlüssel, bestehend aus einem Buchstaben (Anfangsbuchstabe der Straße, des Platzes oder der Brücke) und einer dreistelligen Nummer.
- Länge/Maße in Metern:
Hinweis: Die in der Übersicht enthaltenen Längenangaben sind nach mathematischen Regeln auf- oder abgerundete Übersichtswerte, die im Digitalen Atlas Nord[1] mit dem dortigen Maßstab ermittelt wurden. Sie dienen eher Vergleichszwecken und werden, sofern amtliche Werte bekannt sind, ausgetauscht und gesondert gekennzeichnet.
Bei Plätzen sind die Maße in der Form a × b bei rechteckigen Anlagen oder a × b × c bei dreiecksförmigen Anlagen mit a als längster Kante dargestellt.
Der Zusatz (im Stadtteil) gibt an, wie lang die Straße innerhalb des Stadtteils ist, sofern sie durch mehrere Stadtteile verläuft.
- Namensherkunft: Ursprung oder Bezug des Namens.
- Datum der Benennung: Jahr der offiziellen Benennung oder der Ersterwähnung eines Namens, bei Unsicherheiten auch die Angabe eines Zeitraums.
- Anmerkungen: Weitere Informationen bezüglich anliegender Institutionen, der Geschichte der Straße, historischer Bezeichnungen, Baudenkmale usw.
- Bild: Foto der Straße oder eines anliegenden Objektes.

| Name/Lage                     | Straßen- schlüssel | Länge/Maße (in Metern) | Namensherkunft | Datum der Benennung | Anmerkungen | Bild                                                                                 |
| ----------------------------- | ------------------ | ---------------------- | --- | ------------------- | --- | ------------------------------------------------------------------------------------ |
| Adolf-von-Elm-Hof (Lage)      | A034               | 0100                   | Adolph von Elm (1857–1916), SPD-Politiker und Gewerkschafter                                                            | 1925                | In Barmbek liegt zudem der Adolf-von-Elm-Hof, ein Wohnblock im Bereich Fuhlsbüttler Straße/Dennerstraße/Mildestieg. | Adolf-von-Elm-Hof                                                                    |
| Adolf-Wagner-Straße (Lage)    | A035               | 0120                   | Adolph Wagner (1835–1917), Wirtschafts- und Finanzwissenschaftler                                                       | 1926                | | Adolf-Wagner-Straße                                                                  |
| Albert-Schäfer-Weg (Lage)     | A699               | 0150                   | Albert Schäfer (1881–1971), Unternehmer                                                                                 | 2003                | Eine Umbenennung wurde 2022 gefordert, da eine vom Kultursenator Hamburgs eingesetzte Kommission festgestellt hat, dass der Namensgeber in der NS-Zeit Zwangsarbeiter ausgenutzt hat. | Albert-Schäfer-Weg                                                                   |
| Am Beerenwald (Lage)          | A600               | 0275                   | in Anlehnung an die in der Gegend auf „Beeren“ lautenden Straßen                                                        | 1978                | „Beer“ leitet sich sowohl von „Beere“ als auch von „Eber“ ab. | Am Beerenwald                                                                        |
| Am Exerzierplatz (Lage)       | A222               | 0225                   | nach der Lage am früheren Exerzierplatz der Harburger Garnison                                                          | 1906                | | Am Exerzierplatz                                                                     |
| Am Großen Dahlen (Lage)       | A236               | 0530                   | nach einem der früheren Landherrenschaft gehörenden Gehölz, Fürstendahlen genannt                                       | 1925                | Der Wortteil „Dahl“ leitet sich von „Tal“ ab. | Am Großen Dahlen                                                                     |
| Am Hainholzberg (Lage)        | A593               | 0205                   | nach einer Flurbezeichnung                                                                                              | 1976                | |                                                                                      |
| Am Hohen Knäbel (Lage)        | A250               | 0380                   | nach einer Flurbezeichnung                                                                                              | 1932                | |                                                                                      |
| Am Kleinen Dahlen (Lage)      | A271               | 0320                   | nach einem der früheren Landherrenschaft gehörenden Gehölz, Fürstendahlen genannt                                       | 1928                | siehe auch Am Großen Dahlen | Am Kleinen Dahlen                                                                    |
| Am Staubecken (Lage)          | A338               | 0175                   | nach der Lage an einem Staubecken                                                                                       | 1961                | | Am Staubecken                                                                        |
| Bachtwiete (Lage)             | B016               | 0120                   | nach einer Flurbezeichnung                                                                                              | 1910                | | Bachtwiete                                                                           |
| Baererstraße (Lage)           | B022               | 0180 (im Stadtteil)    | Heinrich Baerer (1842–1913), Schuhmachermeister und Verleger des „Volksblattes“ in Harburg                              | 1950                | bis 1950 Elisenstraße; nordwestlicher Teil ab Bremer Straße in Eißendorf, sonst in Harburg | Baererstraße                                                                         |
| Bahrstraße (Lage)             | B035               | 0140                   | August Bahr (1801–1855), von 1835 bis 1855 Harburger Bürgermeister                                                      | 1955                | | Bahrstraße                                                                           |
| Bandelstraße (Lage)           | B043               | 0125                   | Ernst von Bandel (1800–1876), Architekt, Bildhauer und Maler                                                            | 1950                | Von Bandel schuf unter anderem das Hermannsdenkmal. Fußweg. | Bandelstraße                                                                         |
| Beerenberg (Lage)             | B765               | 0120                   | in Anlehnung an die Geländebezeichnung „Beerental“                                                                      | 1971                | Das Wort „Beer“ leitet sich sowohl von „Beere“ als auch von „Eber“ ab. | Beerenberg                                                                           |
| Beerenhain (Lage)             | B797               | 0180                   | in Anlehnung an die Geländebezeichnung „Beerental“                                                                      | 1977                | siehe auch Beerenberg | Beerenhain                                                                           |
| Beerenhöhe (Lage)             | B790               | 0305                   | in Anlehnung an die Geländebezeichnung „Beerental“                                                                      | 1975                | siehe auch Beerenberg | Beerenhöhe                                                                           |
| Beerentaltrift (Lage)         | B134               | 1340                   | in Anlehnung an die Geländebezeichnung „Beerental“                                                                      | 1930                | siehe auch Beerenberg; Trift ist der Viehtriebweg der Bauern | Beerentaltrift                                                                       |
| Beerentaltwiete (Lage)        | B787               | 0200                   | in Anlehnung an die Geländebezeichnung „Beerental“                                                                      | 1975                | siehe auch Beerenberg | Beerentaltwiete                                                                      |
| Beerentalweg (Lage)           | B135               | 1975                   | in Anlehnung an die Geländebezeichnung „Beerental“                                                                      | 1910                | siehe auch Beerenberg | Beerentalweg                                                                         |
| Bergwinkel (Lage)             | B271               | 0190                   | Herkunft unklar; eventuell nach der Lage am Berghang oder auch in Anlehnung an den Vahrenwinkelweg                      | 1937                | | Bergwinkel                                                                           |
| Blaumeisenweg (Lage)          | B392               | 0230                   | nach der gleichnamigen Vogelart                                                                                         | 1950                | Motivgruppe „Singvögel“ | Blaumeisenweg                                                                        |
| Böhrsweg (Lage)               | B440               | 0150                   | Wilhelm Böhrs (1859–1911), Lehrer, später Rektor in Eißendorf                                                           | 1950                | | Böhrsweg (Hamburg-Eißendorf)                                                         |
| Brambuschweg (Lage)           | B539               | 0235                   | nach der niederdeutschen Bezeichnung für den Ginster                                                                    | 1954                | | Brambuschweg                                                                         |
| Bredensand (Lage)             | B577               | 0355                   | nach einer Flurbezeichnung                                                                                              | 1936                | | Bredensand                                                                           |
| Bremer Straße (Lage)          | B594               | 3590 (im Stadtteil)    | Bundesland Bremen | 1856                | bis 1856 Bremer Chaussee; zwischen Steinikestraße und Lüneburger Straße komplett in Harburg, zwischen Steinikestraße und Gottschalkring nur die südöstliche Straßenhälfte, nordwestliche Straßenhälfte in Eißendorf, ebenso der weitere Straßenverlauf, ab Ernst-Bergeest-Weg zum Teil auch in Marmstorf                                         | Bremer Straße zwischen Harburger Rathausstraße und Knoopstraße, Blick Richtung Süden |
| Bünte (Lage)                  | B684               | 0500                   | nach einer Flurbezeichnung                                                                                              | 1950                | |                                                                                      |
| Dahlengrund (Lage)            | D008               | 0735                   | nach einem der früheren Landherrenschaft gehörenden Gehölz, Fürstendahlen genannt                                       | 1935                | siehe auch Am Großen Dahlen | Dahlengrund                                                                          |
| Dahlenhöhe (Lage)             | D272               | 0095                   | nach einem der früheren Landherrenschaft gehörenden Gehölz, Fürstendahlen genannt                                       | 1981                | siehe auch Am Großen Dahlen | Dahlenhöhe                                                                           |
| Dahlenholz (Lage)             | D271               | 0345                   | nach einem der früheren Landherrenschaft gehörenden Gehölz, Fürstendahlen genannt                                       | 1981                | siehe auch Am Großen Dahlen | Dahlenholz                                                                           |
| Dahlenkamp (Lage)             | D268               | 0270                   | nach einem der früheren Landherrenschaft gehörenden Gehölz, Fürstendahlen genannt                                       | 1980                | siehe auch Am Großen Dahlen | Dahlenkamp                                                                           |
| Dahlenkehre (Lage)            | D273               | 0120                   | nach einem der früheren Landherrenschaft gehörenden Gehölz, Fürstendahlen genannt                                       | 1983                | siehe auch Am Großen Dahlen | Dahlenkehre                                                                          |
| Damaschkestraße (Lage)        | D021               | 0125                   | Adolf Damaschke (1865–1935), Pädagoge und Bodenreformer                                                                 | 1925                | | Damaschkestraße                                                                      |
| Dempwolffstraße (Lage)        | D069               | 0400                   | Dr. A. Dempwolff (1831–1910), Geheimer Sanitätsrat, Stadtphysikus und Armenarzt in Harburg                              | 1912                | | Dempwolffstraße                                                                      |
| Denickestraße (Lage)          | D070               | 1565 (im Stadtteil)    | David Denicke (1856–1943), zunächst Stadtsyndikus, ab 1899 dann Bürgermeister, ab 1903 Oberbürgermeister von Harburg    | 1930                | bis 1930 Holzweg; östlich der Gazertstraße in Harburg, westlich davon südliche Straßenhälfte in Eißendorf, nördliche Straßenhälfte in Heimfeld, ab Höhe Haus Nr. 165 dann komplett in Eißendorf | Denickestraße                                                                        |
| Ehestorfer Weg (Lage)         | E045               | 3450 (im Stadtteil)    | Ehestorf, Ortsteil der Gemeinde Rosengarten                                                                             | 1910                | östlich der Kreuzung Vahrenwinkelweg/Grotelerweg komplett in Eißendorf, westlich davon bis Landesgrenze nördliche Straßenhälfte in Heimfeld, südliche in Eißendorf, südlich der Landesgrenze wieder komplett in Eißendorf, danach setzt sich die Straße auf niedersächsischem Gebiet fort                                                        |                                                                                      |
| Eichenhöhe (Lage)             | E058               | 0130                   | nach der Landschaft und einem gleichnamigen Gasthaus                                                                    | 1950                | |                                                                                      |
| Eißendorfer Grenzweg (Lage)   | E109               | 0925                   | nach der früheren Gemeindegrenze zwischen Eißendorf und Marmstorf                                                       | 1959                | | Eißendorfer Grenzweg                                                                 |
| Eißendorfer Mühlenweg (Lage)  | E110               | 0160                   | nach der Funktion zu einer 1922 abgebrochenen Windmühle führend, die an der Bremer Straße stand                         | 1952                | | Eißendorfer Mühlenweg                                                                |
| Eißendorfer Straße (Lage)     | E113               | 0925 (im Stadtteil)    | nach der Lage im Stadtteil                                                                                              | 1856                | östlich der Gazertstraße in Harburg | Eißendorfer Straße                                                                   |
| Eißendorfer Waldweg (Lage)    | E318               | 0600 (im Stadtteil)    | nach der Lage durch das Waldgebiet Eißendorfer Sunder                                                                   | 1987                | östlich der A 261 in Marmstorf | Eißendorfer Waldweg                                                                  |
| Eißendorfer Winkel (Lage)     | E292               | 0055                   | nach der Lage im Stadtteil                                                                                              | 1980                | | Eißendorfer Winkel                                                                   |
| Erlenhöhe (Lage)              | E288               | 0190                   | in Anlehnung an die Straße Erlental                                                                                     | 1978                | | Erlenhöhe                                                                            |
| Erlental (Lage)               | E213               | 0213                   | nach einer Flurbezeichnung                                                                                              | 1952                | | Erlental                                                                             |
| Ernst-Bergeest-Weg (Lage)     | E220               | 0360 (im Stadtteil)    | Ernst Bergeest (1855–1924), Vollhufner, 40 Jahre Mitglied des Marmstorfer Gemeinderates                                 | 1931                | nur östliche Straßenhälfte zwischen Bremer Straße und Heino-Marx-Weg in Eißendorf, sonst in Marmstorf | Ernst-Bergeest-Weg                                                                   |
| Faßbahn (Lage)                | F046               | 0380                   | nach einer Begriff aus der Ölindustrie                                                                                  | 1940                | Motivgruppe „Ölverarbeitung“ | Faßbahn                                                                              |
| Femerlingstraße (Lage)        | F082               | 0410                   | Peter Christian Wilhelm Femerling (1808–1886), Vollhufner und Ortsvorsteher in Eißendorf, Vorbesitzer des Geländes      | 1910                | |                                                                                      |
| Fierabendgang (Lage)          | F110               | 0220                   | nach dem niederdeutschen Wort für „Feierabend“                                                                          | 1943                | Motivgruppe „Ölverarbeitung“ | Fierabendgang                                                                        |
| Friedhofstraße (Lage)         | F227               | 0855                   | nach der Lage am Eißendorfer Friedhof                                                                                   | 1910                | |                                                                                      |
| Fuhrenkamp (Lage)             | F328               | 0105                   | in Anlehnung an die Gartensiedlung „Fuhrenkamp e. V.“, zu der die Straße führt                                          | 1982                | | Fuhrenkamp                                                                           |
| Fürstendahlen (Lage)          | F319               | 0075                   | nach einem der früheren Landherrenschaft gehörenden Gehölz, Fürstendahlen genannt                                       | 1976                | Der Wortteil „Dahl“ leitet sich von „Tal“ ab. | Fürstendahlen                                                                        |
| Gazertstraße (Lage)           | G031               | 0410 (im Stadtteil)    | Ludolph Gazert (1813–1892), Mediziner                                                                                   | 1950                | östliche Straßenhälfte zwischen Haakestraße und Julius-Ludowieg-Straße in Harburg, westliche Hälfte zwischen Denickestraße und Julius-Ludowieg-Straße in Eißendorf, zwischen Denickestraße und Haakestraße westliche Straßenhälfte in Heimfeld, nördlich davon bis Alter Postweg komplett in Heimfeld                                            | Gazertstraße                                                                         |
| Gellersenweg (Lage)           | G050               | 0190                   | Carl Wilhelm Johannes Gellersen (1878–1962), Rektor der Eißendorfer Volksschule                                         | 1964                | | Gellersenweg                                                                         |
| Göhlbachtal (Lage)            | G132               | 1175                   | nach „de Göhl“, einem Zufluss des Lohmühlenteichs                                                                       | 1950                | |                                                                                      |
| Goldammerweg (Lage)           | G147               | 0190                   | nach der gleichnamigen Vogelart                                                                                         | 1937                | Motivgruppe „Singvögel“ |                                                                                      |
| Goldene Wiege (Lage)          | G156               | 0460                   | nach einer Sage | 1950                | nördliche Straßenhälfte in Heimfeld |                                                                                      |
| Goldrutenweg (Lage)           | G166               | 0360                   | nach einer Kleingartenkolonie gleichen Namens                                                                           | 1932                | |                                                                                      |
| Gottschalkring (Lage)         | G366               | 0555                   | Rudolf Gottschalk (1886–1964)                                                                                           | 1971                | Gottschalk war Vorsitzender verschiedener Aufsichtsräte: 1909 bis 1933 Zimmererverband, 1921 bis 1933 Baugenossenschaft „Eigenheim“, 1951 – 1964 Vorsitzender des Eisenbahnbauverbandes in Harburg. | Gottschalkring                                                                       |
| Große Straße (Lage)           | G272               | 2300                   | nach der größten von Eißendorf in die Haake führende Straße                                                             | 1910                | Im Gegensatz dazu gibt es die Kleine Straße. |                                                                                      |
| Grotelertreppe (Lage)         | G294               | 0085                   | in Anlehnung an den Grotelerweg                                                                                         | 1952                | | Grotelertreppe                                                                       |
| Grotelertwiete (Lage)         | G295               | 0190                   | in Anlehnung an den Grotelerweg                                                                                         | 1965                | | Grotelertwiete                                                                       |
| Grotelerweg (Lage)            | G236               | 0615                   | nach einer Bezeichnung auf einem Plan von 1772                                                                          | 1931                | Beckershaus vermutet eine Missdeutung der Straßen „Große Straße“ und „Kleine Straße“ als „Groteler Weg“ und „Lütteler Weg“ |                                                                                      |
| Hainholzfeld (Lage)           | H743               | 1870                   | nach einer Flurbezeichnung                                                                                              | 1976                | |                                                                                      |
| Hainholzweg (Lage)            | H052               | 0085                   | nach einer Flurbezeichnung                                                                                              | 1910                | | Hainholzweg                                                                          |
| Hanne-Darboven-Ring (Lage)    | H856               | 0185                   | Hanne Darboven (1941–2009), Konzeptkünstlerin                                                                           | 2011                | | Hanne-Darboven-Ring                                                                  |
| Heino-Marx-Weg (Lage)         | H290               | 0825                   | Heino Carl Joachim Marx (1863–1920), Zündschnurfabrikant und Gemeindevertreter in Marmstorf                             | 1931                | südliche Straßenhälfte in Marmstorf | Heino-Marx-Weg                                                                       |
| Hirschfeldplatz (Lage)        | H464               | 0070 × 40              | Emil Hirschfeld (1864–1927), Mediziner und Harburger Senator                                                            | 1945                | zwischen 1933 und 1945 Horst-Wessel-Platz; östliche Straßenhälfte in Harburg, ansonsten komplett in Eißendorf | Hirschfeldplatz                                                                      |
| Hirschfeldstraße (Lage)       | H465               | 0280                   | in Anlehnung an den Hirschfeldplatz                                                                                     | 1950                | 1926 bis 1950 Brahmsstraße; östliche Straßenhälfte in Harburg | Hirschfeldstraße                                                                     |
| Hohe Straße (Lage)            | H543               | 0460 (im Stadtteil)    | als auf die Höhe der Bremer Straße führende Straße                                                                      | 1891                | westlicher Teil ab Überführung über den Marmstorfer Weg in Eißendorf, in östlicher Richtung auf ca. 250 Metern Länge komplett in Wilstorf, ab dort nördliche Straßenhälfte in Harburg | Hohe Straße                                                                          |
| Hoppenstedtstraße (Lage)      | H625               | 0445                   | August Ludwig Hoppenstedt (1763–1830), lutherischer Theologe und Generalsuperintendent                                  | 1925                | | Hoppenstedtstraße                                                                    |
| Hügelhain (Lage)              | H613               | 0440                   | frei gewählter Name in Anlehnung an die Landschaft                                                                      | 1956                | | Hügelhain                                                                            |
| Im Dahlen (Lage)              | I130               | 0160                   | nach einem der früheren Landherrenschaft gehörenden Gehölz, Fürstendahlen genannt                                       | 1980                | siehe auch Am Großen Dahlen | Im Dahlen                                                                            |
| In der Alten Forst (Lage)     | I081               | 0220                   | nach einem gleichnamigen Waldgelände, durch das diese Straße führt                                                      | 1933                | |                                                                                      |
| In der Schlucht (Lage)        | I086               | 0420                   | nach einer Flurbezeichnung in Anlehnung an den landschaftlichen Charakter                                               | 1910                | |                                                                                      |
| Julius-Ludowieg-Straße (Lage) | J093               | 0090 (im Stadtteil)    | Julius Ludowieg (1830–1908), Jurist, 1886 Bürgermeister, ab 1888 Oberbürgermeister von Harburg                          | 1950                | bis 1950 Lindenstraße; östlich des Hirschfeldplatzes in Harburg | Julius-Ludowieg-Straße                                                               |
| Junkerstraße (Lage)           | J106               | 0100                   | Jakob Junker (1849–1901), Großindustrieller                                                                             | 1952                | Junker schenkte sein Vermögen der Heilsarmee. | Junkerstraße                                                                         |
| Jürgensstraße (Lage)          | J079               | 0190                   | Johann Peter Ludwig Jürgens (1857–1905), von 1894 bis 1905 Gemeindevorsteher in Eißendorf                               | 1901                | Jürgens selber legte die Straße an. | Jürgensstraße                                                                        |
| Kirchenhang (Lage)            | K185               | 0560                   | nach der Lage am Hang der Eißendorfer Kirche                                                                            | 1950                | |                                                                                      |
| Kleine Straße (Lage)          | K240               | 0615                   | in Anlehnung an die Große Straße, der wichtigeren von beiden als Weg von Eißendorf in die Haake                         | 1910                | |                                                                                      |
| Kollergang (Lage)             | K351               | 0040                   | nach einer Zerkleinerungsmaschine in der Ölindustrie                                                                    | 1938                | Motivgruppe „Ölverarbeitung“ | Kollergang                                                                           |
| Komorowskiweg (Lage)          | K597               | 0095                   | Robert Wilhelm Komorowski (1905–1970), Bildhauer                                                                        | 1986                | | Komorowskiweg                                                                        |
| Kusselhang (Lage)             | K525               | 0465                   | frei gewählter Name | 1957                | | Kusselhang                                                                           |
| Langenberg (Lage)             | L038               | 0425                   | nach einer Flurbezeichnung                                                                                              | 1938                | | Langenberg                                                                           |
| Lentheweg (Lage)              | L130               | 0175                   | nach der niedersächsischen Adelsfamilie Lenthe, die hier zu Beginn des 19. Jahrhunderts umfangreichen Landbesitz hatte  | 1957                | |                                                                                      |
| Lichtenauerweg (Lage)         | L345               | 0355                   | Friedrich Lichtenauer (1908–1969), Chirurg und leitender Arzt am AK Harburg                                             | 1973                | |                                                                                      |
| Lübbersweg (Lage)             | L272               | 0140                   | Friedrich Lübbers (1867–1947), Lehrer und Mittelschulrektor                                                             | 1950                | Lübbers erwarb sich daneben Verdienste um die geschichtliche Forschung der Stadt Harburg. |                                                                                      |
| Lühmannstraße (Lage)          | L280               | 0750                   | Georg Heinrich Ludwig Lühmann (1840–1912), Bürgervorsteher und Senator in Harburg                                       | 1960                | |                                                                                      |
| Marienstraße (Lage)           | M051               | 0130 (im Stadtteil)    | vermutlich benannt nach dem Marienstift, dem ersten, 1844 eröffneten Krankenhaus in Harburg                             | 1860                | östlicher Teil ab Hirschfeldplatz/Hirschfeldstraße in Harburg | Marienstraße                                                                         |
| Marmstorfer Weg (Lage)        | M063               | 0960 (im Stadtteil)    | Hamburger Stadtteil Marmstorf                                                                                           | 1889                | östliche Straßenhälfte zwischen Bremer Straße und Hohe Straße in Harburg, westliche Seite in Eißendorf, im weiteren Verlauf bis Heino-Marx-Weg auf der Grenze zwischen Eißendorf und Wilstorf verlaufend, zwischen Heino-Marx-Weg und Hölscherweg auf der Grenze zwischen Marmstorf und Wilstorf, südlich des Hölscherwegs komplett in Marmstorf | Marmstorfer Weg                                                                      |
| Mehringweg (Lage)             | M114               | 0240                   | Franz Mehring (1846–1919), Publizist und Politiker                                                                      | 1950                | | Mehringweg                                                                           |
| Mergellstraße (Lage)          | M156               | 0160 (im Stadtteil)    | Eduard Arnold Mergell (1855–1929), Besitzer der Rathausapotheke in Harburg                                              | 1950                | bis 1950 Beethovenstraße; östlich der Hirschfeldstraße in Harburg | Mergellstraße                                                                        |
| Metzendorfer Weg (Lage)       | M388               | 0220                   | Metzendorf, Ortsteil von Seevetal                                                                                       | 1977                | | Metzendorfer Weg                                                                     |
| Nachtigallenweg (Lage)        | N200               | 0250                   | nach der gleichnamigen Vogelart                                                                                         | 1972                | Motivgruppe „Singvögel“ | Nachtigallenweg                                                                      |
| Ölschlägerweg (Lage)          | O038               | 0440                   | nach einem Begriff aus der Ölindustrie                                                                                  | 1940                | Motivgruppe „Ölverarbeitung“ | Ölschlägerweg                                                                        |
| Palmweg (Lage)                | P016               | 0065                   | nach dem Palmöl | 1940                | Motivgruppe „Ölverarbeitung“ | Palmweg                                                                              |
| Peter-Lurenz-Weg (Lage)       | P075               | 0190                   | nach der Titelfigur aus Peter Lurenz bi Abukir von John Brinckman                                                       | 1943                | Motivgruppe „Werke von John Brinckman“ | Peter-Lurenz-Weg                                                                     |
| Pressenstieg (Lage)           | P197               | 0365                   | nach der Ölpresse | 1940                | Motivgruppe „Ölverarbeitung“ | Pressenstieg                                                                         |
| Reiherhoopweg (Lage)          | R117               | 0660                   | nach einer Flurbezeichnung                                                                                              | 1952                | | Reiherhoopweg                                                                        |
| Rickelstraße (Lage)           | R184               | 0490                   | Ferdinand Ernst Albrecht Rickel (1845–1925), Mitbegründer der 1883 gegründeten Vereinigten Jutespinnerei und Weberei AG | 1914                | |                                                                                      |
| Roggestraße (Lage)            | R259               | 0160                   | Hans Rogge (1873–1923), Wasserbaudirektor                                                                               | 1929                | Besondere Verdienste erwarb sich Rogge beim Ausbau des Harburger Hafens und der Holtenauer Schleuse in Kiel. | Roggestraße                                                                          |
| Ruststraße (Lage)             | R376               | 0165                   | Dr. Georg Friedrich Rust (1761–1814), Harburger Stadt- und Landphysikus                                                 | 1927                | | Ruststraße                                                                           |
| Schattengang (Lage)           | S119               | 0395                   | nach der schattigen Lage an „Eickhoffs Gestrüpp“                                                                        | 1910                | |                                                                                      |
| Seestücken (Lage)             | S390               | 0570                   | nach einer Flurbezeichnung                                                                                              | 1961                | |                                                                                      |
| Singdrosselweg (Lage)         | S455               | 0305                   | nach der gleichnamigen Vogelart                                                                                         | 1950                | Motivgruppe „Singvögel“ |                                                                                      |
| Sonnenblumenweg (Lage)        | S494               | 0215                   | nach der für die Ölindustrie bedeutenden gleichnamigen Pflanze                                                          | 1940                | Motivgruppe „Ölverarbeitung“ | Sonnenblumenweg                                                                      |
| Steinikestraße (Lage)         | S645               | 0355                   | Georg Friedrich Steinike (1801–1880), Rechnungsrat und Ehrenbürger Harburgs                                             | 1950                | vor 1950 Thalweg und Talstraße; nördliche Straßenhälfte in Harburg | Steinikestraße                                                                       |
| Strucksbarg (Lage)            | S750               | 0440                   | nach einer Flurbezeichnung (Strauchberg)                                                                                | 1950                | |                                                                                      |
| Sunderweg (Lage)              | S812               | 0370                   | nach der Funktion zum Eißendorfer Sunder führend                                                                        | 1950                | | Sunderweg                                                                            |
| Talwinkel (Lage)              | T006               | 0105                   | frei gewählter Name | 1957                | | Talwinkel                                                                            |
| Triftstraße (Lage)            | T166               | 0965 (im Stadtteil)    | nach dem Viehtriebweg der Eißendorfer Bauern                                                                            | 1910                | nördlich der Abzweigung des Triftwegs in Heimfeld | Triftstraße                                                                          |
| Triftweg (Lage)               | T212               | 0160                   | in Anlehnung an die Triftstraße                                                                                         | 1978                | nördliche Straßenhälfte in Heimfeld | Triftweg                                                                             |
| Utkiek (Lage)                 | U046               | 0465                   | nach dem gleichnamigen Gedicht von John Brinckman                                                                       | 1943                | Motivgruppe „Werke von John Brinckman“ | Utkiek                                                                               |
| Vagel-Griep-Platz (Lage)      | V001               | 0060 × 15              | nach der Gedichtsammlung Vagel Griep von John Brinckman                                                                 | 1943                | Motivgruppe „Werke von John Brinckman“ | Vagel-Griep-Platz                                                                    |
| Vahrendorfer Stadtweg (Lage)  | V003               | 0925                   | Vahrendorf, Gemeindeteil von Rosengarten in Niedersachsen                                                               | 1937                | südliche Straßenhälfte zwischen Bremer Straße und etwa Höhe Autobahndreieck Hamburg-Südost in Marmstorf, sonst in Eißendorf | Vahrendorfer Stadtweg                                                                |
| Vahrenwinkelweg (Lage)        | V004               | 0595                   | nach einer Flurbezeichnung                                                                                              | 1910                | südlich der Einmündung Goldene Wiege östliche Straßenhälfte in Eißendorf, sonst in Heimfeld |                                                                                      |
| Volkswohlweg (Lage)           | V086               | 0730                   | nach dem 1911 von Hamburger Gewerkschaftlern gegründeten gleichnamigen Gartenlokal                                      | 1960                | | Volkswohlweg                                                                         |
| Walstieg (Lage)               | W045               | 0365                   | nach dem gleichnamigen Meeressäuger, insbesondere wegen des Trans                                                       | 1940                | Motivgruppe „Ölverarbeitung“ | Walstieg                                                                             |
| Weinligstraße (Lage)          | W146               | 0555                   | Eduard Weinlig (1832–1920), Harburger Senator und Fabrikant                                                             | 1913                | |                                                                                      |
| Weitblick (Lage)              | W156               | 0230                   | nach der erhöhten Lage der Straße                                                                                       | 1956                | | Weitblick (Hamburg-Eißendorf)                                                        |
| Weusthoffstraße (Lage)        | W209               | 0740 (im Stadtteil)    | Friedrich Ludwig Weusthoff (1795–1879), Kaufmann                                                                        | 1950                | In Harburg ist die Amalienstraße nach Weusthoffs Frau Amalia benannt; nördlich der Denickestraße in Heimfeld. | Weusthoffstraße                                                                      |
| Wildrosenweg (Lage)           | W268               | 0475                   | nach der gleichnamigen Pflanze                                                                                          | 1954                | | Wildrosenweg                                                                         |
| Wilhelm-Busch-Weg (Lage)      | W271               | 0435                   | Wilhelm Busch (1832–1908), Dichter und Zeichner                                                                         | 1950                | | Wilhelm-Busch-Weg                                                                    |